# 日本アドバタイザーズ協会
公益社団法人日本アドバタイザーズ協会（にほんアドバタイザーズきょうかい、Japan Advertisers Association）は、日本の広告団体。

## 歴史
1957年2月26日に日本広告主協会として設立。1967年には初の広告セミナーを実施。1970年には通産大臣の認可を受けて、社団法人に。2001年には世界広告主連盟の東京総会を開催。2007年の創立50周年を機に現在の名称になった。2014年1月より公益社団法人 日本アドバタイザーズ協会へ移行。

## 歴代理事長
- 1958年 - 1960年　稲生平八（森永製菓）
- 1960年 - 1966年　平井鮮一（寿屋）
- 1966年 - 1977年　服部禮次郎（服部時計店）
- 1977年 - 1981年　昆布猛（味の素）
- 1981年 - 1991年　小林宏（ライオン）
- 1991年 - 2003年　福原義春（資生堂）
- 2003年 - 2011年　西室泰三（東芝）
- 2011年 - 2016年　佐治信忠（サントリーホールディングス）
- 2016年 - 2023　伊藤雅俊（味の素）
- 2023- 川村和夫（明治HD）

## デジタルマーケティング研究機構
1999年4月に、社団法人日本広告主協会(現:日本アドバタイザーズ協会)ディジタルメディア委員会内の研究会を母体に「Web広告研究会」として発足。インターネット上の広告やデジタルマーケティングおよび関連するインターネットテクノロジー全般に関して調査・研究を行い、また人材育成やセミナーなどを行う。協会とは別に、独自に会員を募集するが協会の会員社も賛助会員として参加できる。2021年1月1日より「デジタルマーケティング研究機構」に名称変更。
2003年より「Webクリエーション・アウォード」を毎年開催してきたが、2013年より「企業Webグランプリ」と統合し、「Webグランプリ」企業グランプリ部門・Web人部門として開催している。